# Lago Dongting
Il lago Dongting (洞庭湖S, Dòngtíng HúP, Tung-t'ing HuW), nel nord della provincia di Hunan, è il secondo lago d'acqua dolce più grande della Cina. È alimentato da diversi fiumi e drena le sue acque nello Yangtze, a nord di esso. Le province di Hunan («a sud del lago») e Hubei («a nord del lago») hanno preso il nome dalla loro posizione rispetto al lago.
Il lago copre generalmente una superficie di 2820 km², ma in estate (da luglio a settembre), quando i suoi immissari, in particolare lo Yangtze, riversano le loro acque di piena nel lago, la sua superficie può ingrandirsi fino a raggiungere i 20000 km². Il Dongting rappresenta quindi un importante bacino naturale di raccoglimento per la regolazione della portata dello Yangtze, funzione che però è sempre meno in grado di svolgere in quanto le piene annuali superano i livelli critici a intervalli sempre più brevi. Nel 1998 persero la vita più di 4000 persone, mentre nel 2002 le vittime furono di meno perché le dighe resistettero. Le inondazioni, seppur di origine naturale, sono però divenute più drammatiche ad opera dei mutamenti apportati dall'uomo: la distruzione delle foreste di protezione, la bonifica delle zone umide e la creazione di aree residenziali e industriali in zone precedentemente occupate dalle golene che circondano il lago hanno ormai rovinato irrimediabilmente l'equilibrio naturale della regione.
Il carico di sedimenti trasportati dallo Yangtze e depositati nella pianura del Dongting ha portato alla creazione di un terreno paludoso molto fertile, tanto che la regione intorno al lago è divenuta una delle aree risicole più importanti della Cina. Di conseguenza, gran parte della vegetazione originaria è andata perduta a vantaggio delle colture.
Sebbene al tempo della dinastia Han il poco profondo Dongting fosse ancora il più grande lago d'acqua dolce della Cina, da allora la sua superficie è diventata più piccola a causa della bonifica di nuovi terreni, tanto che ora viene superato in dimensioni dal lago Poyang.
I fiumi che si gettano nel Dongting, come lo Xiang (2288 m³/s), lo Zi (795 m³/s), lo Yuan (2158 m³/s), il Li (551 m³/s) e il Miluo, apportano mediamente una quantità di acqua superiore a 6000 m³/s, per cui le acque di deflusso del lago costituiscono di gran lunga l'«affluente» più ricco di acqua dello Yangtze. Inoltre, tre meandri meridionali dello Yangtze che si staccano dal corso principale raggiungono il lago apportando in media un volume di acqua complessivo di oltre 3500 m³/s, una quantità di acqua superiore a quella apportata dallo Xiang Jiang, rendendo così il Dongting «parte» dello Yangtze. È soprattutto da questo afflusso che grandi quantità di materia in sospensione si depositano nel bacino lacustre.
Le principali città che si affacciano sul lago sono Yueyang e Yuanjiang. Changsha, il capoluogo dello Hunan, si trova a circa 60 km a sud-est del Dongting ed è raggiungibile via mare attraverso lo Yangtze, il Dongting e lo Xiang Jiang.